# あなたをただ愛している
「あなたをただ愛している」（あなたをただあいしている）は、日本のロックバンド・Do As Infinityの17作目のデジタルシングル。

## 概要
- 前作「化身の獣」から約2年7ヶ月ぶり、配信限定シングルとしては前作「陽のあたる坂道 [2 of Us]」以来約4年5ヶ月振りにして、アルバム『Do The Complete』からの先行シングル。
- 前作までが『2 of Us』プロジェクトの一環として発売された配信限定シングルであったためか、今作はオフィシャルサイトや各媒体で初のデジタルシングルと銘打たれ発売された[1][2]。
- シングルとしては「Mysterious Magic」以来20作ぶりに編曲とサウンドプロデューサーに亀田誠治を迎えて制作され、表題曲はソーシャルゲーム『イケメン王子 美女と野獣の最後の恋』の主題歌に使用された[2][3]。

## 収録曲
1. あなたをただ愛している
作詞：いしわたり淳治
作曲：大西克巳
編曲：亀田誠治
ソーシャルゲーム『イケメン王子 美女と野獣の最後の恋』のために書き下ろされた楽曲で、楽曲自体は今作発売の1年前には既に完成されていた[2]。歌詞はいしわたりが「どんな未来が訪れても、愛する人に出会えたことで強く生きれる」という視点で書いており、サウンドは亀田によると生楽器を主体とした壮大なオーケストレーションをイメージして制作されたという[4]。
ミュージック・ビデオは歌詞の意味をストレートに伝えるために、伴都美子の手書きによる歌詞と、長年伴が撮り溜めてきた写真で構成されたリリックビデオとなっている[2]。
2. あなたをただ愛している (Instrumental)
作曲：大西克巳
編曲：亀田誠治
表題曲のインストゥルメンタルバージョン。

## タイアップ
- サイバード社製iOS/Android専用携帯電話ゲーム『イケメン王子 美女と野獣の最後の恋』主題歌 (#1)

## 収録アルバム
- Do The Complete (#1)